# IV. Zivilsenat des Reichsgerichts
Der IV. Zivilsenat des Reichsgerichts war ein Spruchkörper des Reichsgerichts. Es handelte sich um einen von insgesamt fünf bis neun Senaten, die sich mit Zivilsachen befassten.

## Geschichte
Der Senat bestand von 1879 bis 1945. Im Reichsgericht war der IV. Zivilsenat in erster Linie für unterhaltsrechtliche Sachen zuständig. Lange vor dem Erlass der sog. Nürnberger Gesetze vom September 1935, nämlich in seinem Urteil vom 12. Juli 1934, leitete der für Familienrecht
zuständige IV. Zivilsenat die Entrechtung von Juden im Eherecht ein. Er hatte darüber zu befinden, unter welchen Voraussetzungen „eine arisch-jüdische Mischehe wegen Irrtums über die Rassenverschiedenheit angefochten werden“ konnte. Es hielt die sogenannte Rassenzugehörigkeit nunmehr für eine persönliche Eigenschaft eines Ehegatten, die – bei einem Irrtum hierüber – zur Anfechtung der Ehe berechtigte. Für den so getrennten jüdischen Partner eröffnete diese gerichtlich ausgesprochene Trennung die Möglichkeit gezielter Verfolgung, bis hin – in zahlreichen Fällen – zu der Ermordung in den Gaskammern des NS-Regimes.

## Geschäftsverteilung 1900
Dem IV. Zivilsenat sind zugewiesen:
1. Sofern sich um Anwendung der vom Jahre 1900 ab geltenden neuen Gesetze handelt aus dem ganzen Reiche, andernfalls nur aus den unter Ziff. 2 bezeichneten Bezirken, die Rechtsstreitigkeiten über:
a) Personenrecht, insbesondere Namensrecht (§ 12 BGB) einschließlich von Adel, Entmündigungen (§ 6 BGB) und Todeserklärungen (§ 13 ff. BGB, §§ 973 ff. BGB) sowie auch über innere Verhältnisse von Vereinen mit juristischen Persönlichkeiten (§§ 21 ff. BGB),
b) Familienrecht, insbesondere Eherecht mit Einschluss von Verlöbnissen und Ehegüterrecht nach innen (§ 1297 ff. BGB), jedoch mit Ausnahme von Ehesachen der in Artikel 201 Abs. 2 des Einführungsgesetzes zum BGB bezeichneten Art, Elternrecht und Kindschaft (§§ 1591 ff. BGB), Vormundschaft und Pflegschaft (§§ 1773 ff. BGB),
c) Erbrecht einschließlich von Erbschaftskäufen (§§ 1922 f. BGB),
d) Stiftungen (§§ 80 ff. BGB) und Schenkungen (§§ 516 ff. BGB), Nießbrauch an Vermögen. (§§ 1085 ff. BGB), Leibrenten (§§ 759 ff. BGB) und Leibgedinge (Art. 96 EinfG z. BGB, Art. 15 des Preuß. AusfG z. BGB).
2. Aus den Oberlandesgerichtsbezirken Berlin, Breslau, Hamm, Königsberg, Marienwerder, Naumburg (mit Ausnahme der Thüringischen und Anhaltischen Landesteile), Posen und Stettin (mit Ausnahme des Landgerichtsbezirks Greifswald) sowie auch aus den Konsularbezirken, außerdem die Rechtsstreitigkeiten über
a) kirchenrechtliche Verhältnisse sowie auch Schulbaulasten und Grabstätten (Art. 132 u. 133 EinfG z. BGB),
b) Familienfideikommisse und Lehen (Art. 59 EinfG),
c) Ansprüche von Beamten und Militärpersonen auf Grund ihrer Dienstverhältnisse sowie auch von Hinterbliebenen derselben, und Ansprüche gegen Beamte oder Militärpersonen wegen Amtshandlungen sowie auch gegen den Staat oder andere Körperschaften als hierfür haftend (§§ 31 u. 89 BGB, Art. 77 EinfG sofern die Klage vor dem Jahre 1900 eingereicht ist,
d) sonstige, nicht einem anderen Senate besonders zugeteilte Sachen.
3. Die in § 2 der Verordnung vom 26. September 1879 über die Übertragung Preußischer Sachen an das Reichsgericht bezeichneten Streitigkeiten.
4. Für das ganze Reich:
a) die Bestimmung des zuständigen Gerichts nach § 36 und § 17 EinfG z. ZPO,
b) die Entscheidung nach § 160 des Gerichtsverfassungsgesetzes in Zivilsachen,
c) die Entscheidung in Fällen des § 17 des Einführungsgesetzes zum Gerichtsverfassungsgesetz,
d) die Entscheidung in Fällen des § 28 des Reichsgesetzes über freiwillige Gerichtsbarkeit, soweit nicht I Ziff. 6 zutrifft.
Keine Veränderung 1904

## Bekannte Urteil des IV. Zivilsenats
- Lotteriefall (RGZ 74, 235; Urteil vom 29. September 1910 zur Taschengeldüberlassung zur freien Verfügung)[2]
- Menzelbilder-Fall (RGZ 130, 69; Entscheidung vom 6. Oktober 1930 zur Kondiktionsfestigkeit der Ersitzung und dem Schutz Nicht-Geschäftsfähiger)[3]
- Ausdehnung von § 817 S. 2 BGB auf konkurrierende Ansprüche (RGZ 145, 152; Urteil vom 17. September 1934)[4]

## Besetzung
Farblegende:
- Ruhestand vor dem 1. Juli 1919
- Ruhestand vor dem 1. Oktober 1934
- Ruhestand nach dem 1. Oktober 1934
- Richter nach 1946 (soweit bekannt)

### Senatspräsidenten
| Nr. | Name                         | Ernennung        | Senatsaustritt   |                                              |                                  |  |
| --- | ---------------------------- | ---------------- | ---------------- | -------------------------------------------- | -------------------------------- |  |
| 1   | Eduard von Simson            | 1. Oktober 1879  | 1. Februar 1891  | Ruhestand                                    | zugleich Reichsgerichtspräsident |  |
| 2   | Otto von Oehlschläger        | 1. Februar 1891  | 1. November 1903 | Ruhestand                                    | zugleich Reichsgerichtspräsident |  |
| 3   | Karl Gutbrod                 | 1. November 1903 | 17. April 1905   | Verstorben                                   | zugleich Reichsgerichtspräsident |  |
| 4   | Rudolf von Seckendorff       | 1. Juni 1905     | 1. Januar 1920   | Ruhestand                                    | zugleich Reichsgerichtspräsident |  |
| 5   | Heinrich Delbrück            | 1. Januar 1920   | 3. Juli 1923     | Verstorben                                   | zugleich Reichsgerichtspräsident |  |
| 6   | Richard Mansfeld (1865–1943) | 1. Oktober 1922  | 1. April 1924    | Ernennung zum Präsidenten des 2. Zivilsenats |                                  |  |
| 7   | Wilhelm Meyer (1860–1931)    | 1. April 1924    | 1. August 1928   | Ruhestand                                    |                                  |  |
| 8   | Franz Arndts (1864–)         | 4. Oktober 1928  | 1. Februar 1933  | Ruhestand                                    |                                  |  |
| 9   | Fritz Seyffarth (1872–1938)  | 1934             | 1937             |                                              |                                  |  |
| 10  | unbesetzt                    | 1938             | 1938             |                                              |                                  |  |
| 11  | Martin Jonas (1884–1945)     | 1. Juli 1938     | 1945             |                                              |                                  |  |

### Reichsgerichtsräte
| Nr. | Name                                                            | Senatseintritt                                          | Senatsaustritt                             |                                                                |  |
| --- | --------------------------------------------------------------- | ------------------------------------------------------- | ------------------------------------------ | -------------------------------------------------------------- |  |
| 1   | Karl Julius August von Vangerow (1809–1898)                     | 1. Oktober 1879                                         | 1. April 1883                              | Ruhestand                                                      |  |
| 2   | Otto Plathner (1811–1884)                                       | 1. Oktober 1879                                         | 1. April 1882                              | Ruhestand                                                      |  |
| 3   | Wilhelm Hartmann (1816–1889)                                    | 1. Oktober 1879 bzw. 15. März 1882                      | 1. Januar 1880 bzw. 1. Oktober 1886        | Übertritt zum 5. Zivilsenat bzw. Ruhestand                     |  |
| 4   | Adolph Lesser (1819–1898)                                       | 1. Oktober 1879                                         | 1. Oktober 1887                            | Ruhestand                                                      |  |
| 5   | Josef August Welst (1815–1891)                                  | 1. Oktober 1879                                         | 1. Dezember 1885                           | Ruhestand                                                      |  |
| 6   | Carl Ludwig Theodor Schlomka (1821–1894)                        | 1. Oktober 1879                                         | 1. November 1889                           | Ruhestand                                                      |  |
| 7   | Wilhelm Hennecke (1812–1890)                                    | 1. Januar 1880                                          | 1. Januar 1886                             | Ruhestand                                                      |  |
| 8   | Emil Meischeider (1828–1906)                                    | 1. April 1882                                           | 1. Januar 1897                             | Ruhestand                                                      |  |
| 9   | Wilhelm Richard Friedrich (1816–1898) (bish. Vors. II. Hilfss.) | 1. Februar 1882                                         | 1. April 1884                              | Ernennung zum Senatspräsidenten des 4. Strafsenat              |  |
| 10  | Gustav Friedrich August Wienstein (1828–1891)                   | 1. Juli 1884                                            | 19. Februar 1891                           | Verstorben                                                     |  |
| 11  | Bernhard Engländer (1832–1905)                                  | 1. Dezember 1885                                        | 1. Juni 1895                               | Ruhestand                                                      |  |
| 12  | Gustav Calame (1830–1905)                                       | 1. Januar 1886                                          | 1. Juli 1902                               | Ruhestand                                                      |  |
| 13  | Otto Reincke (1830–1906)                                        | 1. Oktober 1886                                         | 1. Oktober 1902                            | Ruhestand                                                      |  |
| 14  | Karl Veltman (1833–1911)                                        | 10. Oktober 1887                                        | 1. Juli 1910                               | Ruhestand                                                      |  |
| 15  | Hermann Boethke (1833–1912)                                     | 1. Dezember 1889                                        | 1. Januar 1892                             | Übertritt zum 6. Zivilsenat                                    |  |
| 16  | Arnold Haacke (1832–1899)                                       | 1. Juni 1891                                            | 1. November 1892                           | Ruhestand                                                      |  |
| 17  | Konrad Nötel (1830–1902)                                        | 1. Januar 1892                                          | 24. Dezember 1902                          | Verstorben                                                     |  |
| 18  | Arnold Oskar Weichsel (1835–1919)                               | 16. Mai 1892                                            | 1. Januar 1904                             | Ruhestand                                                      |  |
| 19  | Gustav Johann Alexander Tetzlaff (1838–1913)                    | 1. Oktober 1892                                         | 1. Oktober 1900                            | Ruhestand                                                      |  |
| 20  | Albert Georg Ferdinand Wandersleben (1835–1900)                 | 1. Februar 1895                                         | 1. Mai 1899                                | Übertritt zum 7. Zivilsenat                                    |  |
| 21  | Ludwig Helf (1837–1918)                                         | 1. Januar 1897                                          | 1. Oktober 1904                            | Ruhestand                                                      |  |
| 22  | Arnold Hesse (1838–1908)                                        | 1. Mai 1899                                             | 1. Oktober 1904                            | Ruhestand                                                      |  |
| 23  | Ewald Wanjeck (1846–1925)                                       | 1. Oktober 1900                                         | 1. Januar 1920                             | Ruhestand                                                      |  |
| 24  | Ernst Ludwig Krantz (1851–1918)                                 | 1. Juli 1902                                            | 2. Juni 1918                               | Verstorben                                                     |  |
| 25  | Ferdinand (Ritter von) Miltner (1856–1920)                      | 1. November 1902                                        | 1. Dezember 1902                           | Austritt; Bayrischer Justizminister                            |  |
| 26  | Karl Maenner (1850–1927)                                        | 15. Dezember 1902                                       | 1. Januar 1916                             | Ruhestand                                                      |  |
| 27  | Georg Hoffmann (1848–1919)                                      | 26. Januar 1903                                         | 1. April 1914                              | Ruhestand                                                      |  |
| 28  | Hugo Planck (1846–1922)                                         | 1. Januar 1904                                          | 16. September 1906                         | Ernennung zum Senatspräsidenten des 1. Zivilsenat              |  |
| 29  | Julius Erler (1846–)                                            | 1. Oktober 1904                                         | 1. Januar 1914                             | Ruhestand                                                      |  |
| 31  | Friedrich Suntheim (1849–1927)                                  | 1. Oktober 1904                                         | 1. April 1914                              | Ruhestand                                                      |  |
| 32  | Julius Ebbecke (1853–1928)                                      | 16. September 1906                                      | 1. April 1923                              | Ruhestand                                                      |  |
| 33  | Wilhelm Büsing (1854–1932)                                      | 1. Juli 1910                                            | 16. September 1910                         | Übertritt zum 4. Strafsenat                                    |  |
| 34  | Friedrich Wilhelm Heinrich Schlieben (1859–)                    | 16. September 1910                                      | 1. Oktober 1924                            | Ruhestand                                                      |  |
| 35  | Josef Keller (1861–)                                            | 1. April 1912 (Hilfsrichter seit 16. September 1910)    | nach 1929                                  |                                                                |  |
| 36  | Gustav Herb (1862–)                                             | 1. November 1913 (Hilfsrichter seit 16. September 1910) | 1930                                       | Ruhestand                                                      |  |
| 37  | Franz Arndts (1864–)                                            | 21. Januar 1914 bzw. 7. Mai 1917                        | 15. April 1917 bzw. 1. Januar 1924         | Übertritt zum 7. Zivilsenat bzw. 5. Zivilsenat                 |  |
| 38  | Carl Wilhelm Niederstein (1864–1922)                            | 18. Februar 1915                                        | 25. September 1915                         | Übertritt zum 1. Strafsenat                                    |  |
| 39  | Rudolf Bewer (1855–1930)                                        | 1. Januar 1916                                          | 1. Oktober 1919                            | Übertritt zum 6. Zivilsenat                                    |  |
| 40  | Eduard Pietzcker (1862–)                                        | 24. September 1917                                      | 1. Februar 1918                            | Auch 1. Zivilsenat                                             |  |
| 41  | Alexander Niedner (1862–1930)                                   | 1. Februar 1918                                         | 22. Mai 1923                               | Ernennung zum Senatspräsidenten des 3. Strafsenat              |  |
| 42  | Franz Triebel (1869–1942)                                       | 1. Oktober 1919                                         | 1. Oktober 1922                            | Übertritt zum 1. Zivilsenat                                    |  |
| 43  | Otto Loerbroks (1870–)                                          | 1. Dezember 1919                                        | 1. Januar 1920                             | Übertritt zum 1. Zivilsenat                                    |  |
| 44  | Fritz Seyffarth (1872–1938)                                     | 1. Januar 1920                                          | 1. April 1932                              | Ernennung zum Senatspräsidenten des 7. Zivilsenats             |  |
| 45  | Otto Sayn (1866–)                                               | 1. März 1920 bzw. 15. Mai 1922 bzw. 9. Februar 1923     | 8. Juni 1920 bzw. 1. Januar 1923 bzw. 1933 | Übertritt zum 5. Strafsenat bzw. 6. Strafsenat bzw.            |  |
| 46  | Richard Metz (1865–1945)                                        | 1. Oktober 1923                                         | 1. Januar 1924                             | Übertritt zum 3. Zivilsenat                                    |  |
| 47  | Albrecht Heldrich (1862–1928)                                   | 1. Dezember 1923                                        | 16. September 1928                         | Ruhestand                                                      |  |
| 48  | Viktor Hoeniger (1870–1953)                                     | 1. April 1924                                           | 1. April 1935                              | Ruhestand; Als Verfolgter Spruchkammervorsitzender in Freiburg |  |
| 49  | Carl Boos (1873–)                                               | 1. Oktober 1924                                         | 1938                                       | Ruhestand                                                      |  |
| 50  | Julius Lellbach (1873–)                                         | 4. Dezember 1925 bzw. 5. Oktober 1928                   | 16. September 1926 bzw. 1935               | Übertritt zum 2. Zivilsenat bzw.?                              |  |
| 51  | Ernst Hallamik (1870–)                                          | 28. Dezember 1928                                       | 1937                                       | Auch 4. Strafsenat                                             |  |
| 52  | Walther Froelich (1880–1945)                                    | (Hilfsrichter 1932)                                     |                                            |                                                                |  |
| 53  | Martin Buchwald (1884–)                                         | 1. Juli 1934                                            | 1945                                       |                                                                |  |
| 54  | Ernst Kahtz (1875–)                                             | 1933                                                    | 1938                                       |                                                                |  |
| 55  | Josef Altstötter (1892–1979)                                    | (Hilfsrichter 1933)                                     |                                            | (Hilfsrichter 1935 3. Zivilsenat)                              |  |
| 56  | Fritz Hartung (1884–1973)                                       | 1933                                                    | 1934                                       | Übertritt zum 3. Strafsenat                                    |  |
| 57  | Hermann Günther (1882–1945)                                     | 15. Juli 1933                                           | 1. April 1942                              | Ernennung zum Senatspräsidenten des 7. Zivilsenats             |  |
| 58  | Siegfried Hoffmann                                              | 1938 (Hilfsrichter 1936)                                | 1940                                       | Übertritt zum 8. Zivilsenat                                    |  |
| 59  | Paul Blumberger (1879–1946)                                     | 1938                                                    | 1942                                       | 1945 Senatspräsident des 3. Zivilsenat                         |  |
| 60  | Georg Frantz (1899–)                                            | 1938                                                    | 1942                                       | 1945 ohne Senat                                                |  |
| 61  | Edmund Friedrich Bryde (1896–1945)                              | 1940                                                    | 1942                                       | 1945 ohne Senat                                                |  |
| 62  | Dr. Wolfgang Schrutka (1887–1945)                               | 14. März 1939                                           | 1945                                       |                                                                |  |
| 63  | Adolf Paul (1890–)                                              | (Hilfsrichter 1. September 1939)                        | (Hilfsrichter 1940)                        | Übertritt zum 3. Strafsenat                                    |  |
| 64  | Hans Leopold (1886–)                                            | (Hilfsrichter 1940)                                     | (1941)                                     | Übertritt zum 5. Zivilsenat                                    |  |
| 65  | Ludwig Lippert (1884–)                                          |                                                         | 1945                                       |                                                                |  |
| 66  | Friedrich Schwegmann (1882–)                                    |                                                         | 1945                                       |                                                                |  |